# 고읍초등학교
고읍초등학교는 대한민국 경상남도 산청군 생초면 왕산로 453 (평촌리)에 있었던 초등학교이다.

## 연혁
- 1947년 9월 1일 고읍공립국민학교 개교(설립인가 2월 25일)
- 1984년 6월 29일 병설유치원 개원
- 1996년 3월 1일 고읍초등학교로 개칭
- 1999년 2월 20일 제48회 졸업식(총 2279명)
- 1999년 9월 1일 생초초등학교로 통폐합